# Оберн Тауншип (округ Сасквегенна, Пенсільванія)
Оберн Тауншип (англ. Auburn Township) — селище (англ. township) в США, в окрузі Сасквегенна штату Пенсільванія. Населення — 1732 особи (2020).

## Демографія
Згідно з переписом 2010 року, у селищі мешкало 1939 осіб у 761 домогосподарстві у складі 546 родин. Було 944 помешкання
Расовий склад населення:
| - 98,4 % — білих - 0,3 % — азіатів - 0,1 % — корінних американців - 0,1 % — чорних або афроамериканців |

До двох чи більше рас належало 0,4 %. Частка іспаномовних становила 1,8 % від усіх жителів.
За віковим діапазоном населення розподілялося таким чином: 22,8 % — особи молодші 18 років, 62,2 % — особи у віці 18—64 років, 15,0 % — особи у віці 65 років та старші. Медіана віку мешканця становила 42,3 року. На 100 осіб жіночої статі у селищі припадало 106,5 чоловіків;  на 100 жінок у віці від 18 років та старших — 108,4 чоловіків також старших 18 років.
Середній дохід на одне домашнє господарство  становив 78 856 доларів США (медіана — 59 219), а середній дохід на одну сім'ю — 86 108 доларів (медіана — 61 797). Медіана доходів становила 51 833 долари для чоловіків та 32 443 долари для жінок. За межею бідності перебувало 12,5 % осіб, у тому числі 16,5 % дітей у віці до 18 років та 9,2 % осіб у віці 65 років та старших.
Цивільне працевлаштоване населення становило 733 особи. Основні галузі зайнятості: виробництво — 17,2 %, освіта, охорона здоров'я та соціальна допомога — 17,2 %, науковці, спеціалісти, менеджери — 9,1 %, роздрібна торгівля — 8,5 %.